# Буфемон
Буфемон (фр. Bouffémont) је насељено место у Француској у региону Париски регион, у департману Долина Оазе.
По подацима из 2011. године у општини је живело 5942 становника, а густина насељености је износила 1317,52 становника/km².

## Демографија
| 1962. | 1968. | 1975. | 1982. | 1990. | 2011. |
| ----- | ----- | ----- | ----- | ----- | ----- |
| 635   | 775   | 3.154 | 4.841 | 5.700 | 5.942 |